# Hjejlen (digt)
 For alternative betydninger, se Hjejlen. (Se også artikler, som begynder med Hjejlen)
"Hjejlen" er digt nr. 3 i digtsamlingen Trækfuglene fra 1838 af Steen Steensen Blicher.

## Digtet
Hjejlen! han har ikkun een Melodie,

Og den endda i Minore;

Den stemmer lidt til Melankoli,

Og dog jeg raaber: encore!

Jeg ynder hans Maestoso godt;

Den passer til Heden derude;

Naar Havsulen klæder Himlen i Graat,

Og Moseuglerne tude.

Den passer ret vel til Blæstens Suk

Hen over Gravhøjes Toppe,

Til Kongeørnens blodtørstige Kluk,

Alt som han speider histoppe.

Det giver Liv dog i skumle Ørk,

Om langt fra ikke et lystigt;

Er Skyen graa og er Jorden mørk,

Den Fløjte klinger dog trøstigt.

Den leder Foraarsconcerten ind

Med en alvorlig Andante.

Desmeer forlystes da Sjæl og Sind

Ved Lærkens Allegro brillante.